# Жак Копо
Жак Копо (народився 4 лютого 1879, Париж ; † 20 жовтня 1949, Бон) — французький театральний режисер, актор, критик і драматург.

## Біографія
Жак Копо почав писати комедії в 1890-х роках, з яких Ранковий туман (Brouillard du matin) поставили в Новому театрі (Nouveau Théâtre) у 1897 році та прорецензував Франциск Сарсе в газеті Le Temps. Копо писав як театральний критик для журналів L'Ermitage (1904–06), Théâtre (1905–14) та La Grande Revue (1907–10) і працював торговцем мистецтвом у Galerie Georges Petit з 1905 по 1910 рік.
У 1908 році разом з Андре Жидом, Жаном Шлюмберже, Анрі Геоном, Андре Рюїтером і Марселем Друеном він заснував Nouvelle Revue Française , часопис, який продовжує свою діяльність досі. У 1913 році він заснував невеликий театр Théâtre du Vieux-Colombier, де реалізував свої ідеї відновлення театру, відвернувшись від сучасної натуралістичної концепції. Він привів таких акторів, як Шарль Дюллен, Луї Жуве (який також працював освітлювачем і режисером), Бланш Альбан і Сюзанна Бінг.
Після поїздки театральної трупи в Америку з 1917 по 1919 рік Копо знову відкрив свій театр у Парижі в 1920 році. Як переконаний католик Жак Копо відчував обов'язок перед суспільством, на його думку, мистецтво повинно йому служити і сприяти його подальшому розвитку. Під керівництвом Жуля Ромена тут навчалися такі молоді актори, як Мішель Сен-Дені, Леон Шансерель, Жан Дасте, Марі-Елен Дасте, Етьєн Декру та дует Жиль і Жульєн. Після провалу його п'єси Рідний дім (La Maison natale), яка зустріла нерозуміння навіть серед його друзів, він залишив Париж і закрив Théâtre du Vieux-Colombier у 1924 році.
У наступні роки Копо працював театральним критиком для Nouvelles littéraires. Він керував виставами просто неба Santa Uliva (1933), Savonarole (1935) і Comme il vous plaira (1938) і поставив у 1936—1937 роках три п'єси Франсуа Моріака та Заповіт отця Леже (Le Testament du Père Leleu) Роже Мартена дю Гара в Комеді-Франсез, а в 1940 році як тимчасовий директор Комеді-Франсез підтримав постановку Жана-Луї Барро "Сід ".
У 1941 році він пішов з керівництва Комеді-Франсез, опублікував текст «Народний театр» (Le Théâtre populaire) і завершив драму «Малий жебрак» (Le Petit Pauvre) про життя Франциска Ассізького. Попри війну та власну хворобу, він поставив п'єсу «Диво золоченого хліба» (Miracle du pain doré) у Госпісі де Бон у 1943 році за підтримки Андре Барсака. Театральна робота Копо мала значний вплив на таких діячів театру, як Етьєн Декру, Шарль Даллен, Жан-Луї Барро, Жак Лекок, Марсель Марсо та Антонен Арто.
Альбер Камю про Жака Копо:
«Dans l'histoire du theatre français, il ya deux periods: avant et après Copeau». (В історії французького театру виділяють два періоди: до і після Копо.)